# Genocidi grec pòntic

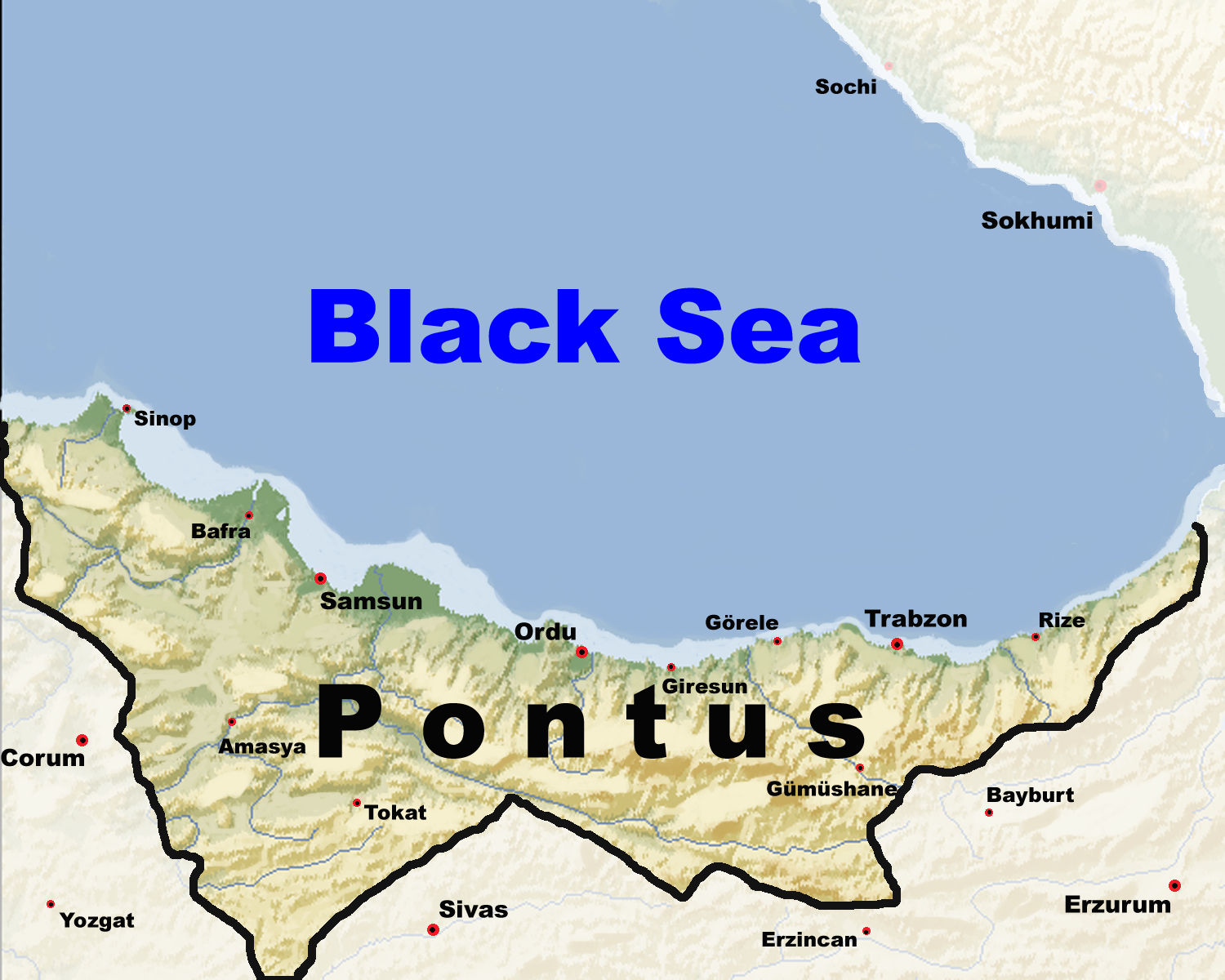
Regió històrica del Pont.

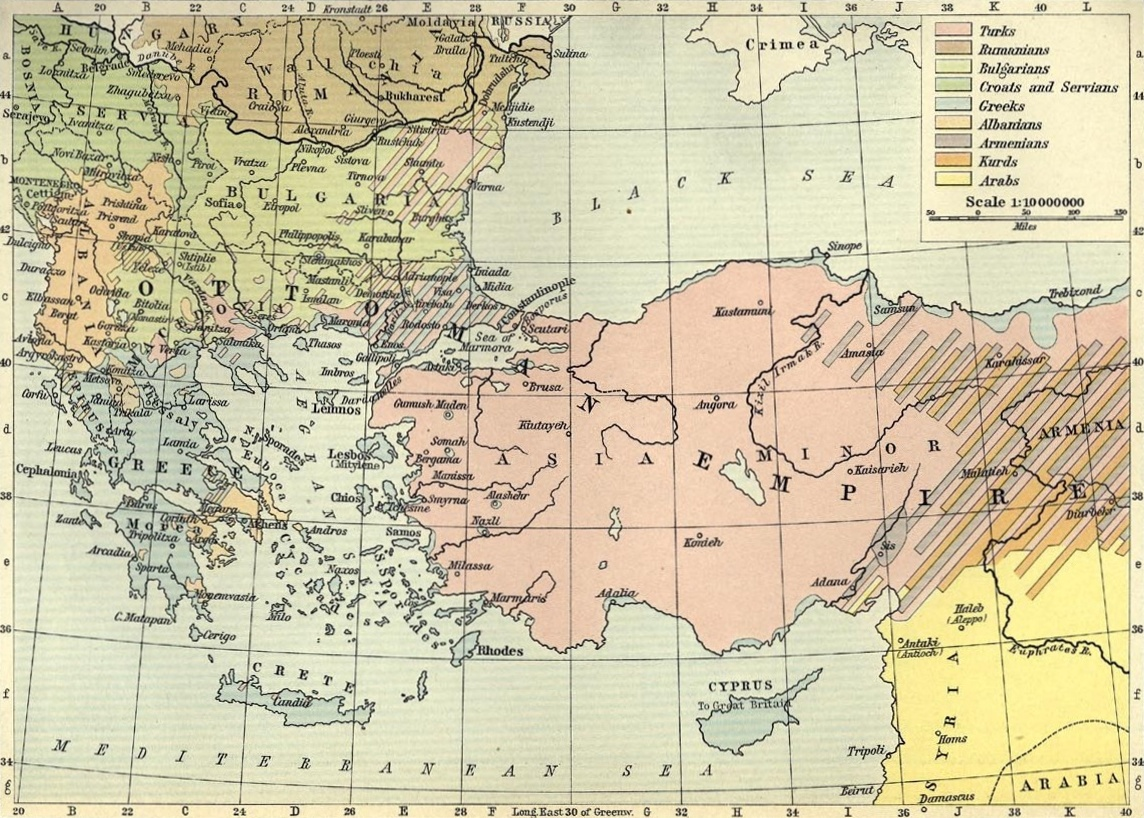
Grups ètnics en els Balcans i Àsia Menor a inicis del segle XX (William R. Shepherd, Historical Atlas, 1911).

El genocidi grec (també anomenat genocidi dels grecs pòntics) és un terme controvertit usat per referir-se als esdeveniments als quals es van veure enfrontats els grecs pòntics abans i durant la Primera Guerra Mundial. L'ONU no reconeix que hi hagués genocidi, i si bé alguns estats dels Estats Units sí que ho reconeixen, el govern federal no s'hi ha pronunciat.
Aquestes expressions s'utilitzen per referir-se a les persecucions, massacres, expulsions i marxes de la mort de les poblacions gregues en la regió històrica del Pont, les províncies del sud-est del mar Negre de l'Imperi Otomà, durant l'inici del segle xx per l'administració dels Joves Turcs. S'ha adduït que les matances van continuar durant el Moviment Nacional Turc liderat per Mustafa Kemal Atatürk, qui havia organitzat la lluita contra la invasió grega d'Anatòlia occidental. Hi va haver atrocitats tant espontànies com organitzades a banda i banda des de l'ocupació grega d'Esmirna, que va comportar massacres de la població civil turca, i després del 1919. Tant els moviments nacionals de Grècia com de Turquia van massacrar o expulsar a altres grups ètnics sota el seu control.
D'acord amb diverses fonts, la xifra oficial de grecs morts a Anatòlia va ser de 300.000-360.000 homes, dones i nens. El reconeixement oficial d'aquests esdeveniments és limitat, i el fet que aquests incidents constitueixin un genocidi ha estat sota debat entre Grècia i Turquia. El govern turc sosté que en anomenar aquests actes «genocidi», el govern grec «reafirma la tradicional política grega de distorsionar la història». Turquia, de la mateixa manera, ha negat la veracitat històrica dels contemporanis genocidis armeni i assiri.